# Thomas Anzenhofer
Thomas Anzenhofer (ur. 1959 w Ulm) – niemiecki aktor teatralny, telewizyjny i filmowy, najlepiej znany jako Tobias „Dobbs” Steiger z niemieckiego serialu RTL Klaun (Der Clown, 1998–2001).

## Życiorys
W latach 1980–1984 uczęszczał do Hochschule der Künste w Berlinie. Potem grał w teatrach: Schauspiel Frankfurt (1984), Schillertheater w Berlinie (1985), Residenztheater w Monachium (1985-86), Schauspielhaus Bochum (1986-90 i 1991-95) i Berliner Ensemble (1996–2000). Ponadto pojawił się w licznych produkcjach filmowych i telewizyjnych.

## Filmografia
- 1997: Tatort: Bombenstimmung jako Jürgen Voigt, kamerzysta
- 1998: Komisarz Rex (Kommissar Rex – Mosers Tod) jako Georg Veith
- 1998: Balko jako Rudolf Weiss
- 1998–2001: Klaun (Der Clown) jako Tobias ‘Dobbs’ Steiger
- 2001: Tatort: Und dahinter liegt New York jako Alfons Finke
- 2003: Kobra – oddział specjalny odc. Falsche Signale jako Gregor Stein
- 2003: Wróble (Sperling – Sperling und die Angst vor dem Schmerz) jako Ruud
- 2003: Tatort: Bienzle und der Tod im Teig jako Hannes Riebenschlag
- 2004: Klaun (Der Clown) jako Payday
- 2004: Telefon 110 (Polizeiruf 110 – Barbarossas Rache) jako Fred Kaminski
- 2005: Kobra – oddział specjalny odc. Brennpunkt Autobahn jako Harald Köhler
- 2006: SOKO Leipzig – Hundeleben jako Volker Hütter
- 2007: Tatort: Bienzle und die große Liebe jako Stefan Ortlieb
- 2010: SOKO Stuttgart – Altlasten jako dr Thomas Scholz
- 2012: Danni Lowinski jako Rolf Bode
- 2014: SOKO Stuttgart – Herrgottsbescheißerle jako Justinus Kerner
- 2016: Kobra – oddział specjalny odc.: Sztuczki (Tricks) jako Thorsten Alberts